# Koos Dijksterhuis
Koos Dijksterhuis (23 augustus 1962) is een Nederlandse schrijver, journalist en dichter.
Dijksterhuis groeide op in Amersfoort, waarna hij biologie en sociologie studeerde in Groningen. Drie keer per week schrijft hij in het dagblad Trouw het Natuurdagboek, een column over natuur. Hij heeft ook vrij veel geschreven in NRC Handelsblad. Dijksterhuis schrijft boeken, columns, recensies en reportages, over van alles, maar vooral over de natuur.
In 2022 verscheen Dijksterhuis' met veel foto's geïllustreerde boek over schelpen en andere weekdieren: Noordkrompen, zee-engelen en koffieboontjes. Eerder schreef hij een boek over de natuur van Schiermonnikoog (Eilandgevoel, Noordboek, 2018) en vijf vogelmonografieën, zoals De kiekendieven van het Oldambt (KNNV, met Erik van Ommen, 2014) over de grauwe kiekendief, en Een Groenlander in Afrika, over de drieteenstrandloper (Bert Bakker, 2010). In de Vogelreeks van Atlas Contact schreef hij De spreeuw (2016) en De zwarte specht (2020). Dijksterhuis' natuurboeken zijn een mix van ecologie voor leken en (menselijke) verhalen.
Dijksterhuis schrijft ook vormvaste gedichten op rijm. Op de website plezierverzen.nl kan men zich aanmelden voor het gratis pleziervers van de week.
Hij werkte drie jaar in Pakistan als voorlichter en redacteur, en was enkele jaren uitgever van het milieutijdschrift De Kleine Aarde. Sinds 2020 is hij samen met Rob Buiter hoofdredacteur van tijdschrift De Levende Natuur.
Koos Dijksterhuis woont in Groningen. Hij heeft twee kinderen.